# Royal Aeronautical Society
La Royal Aeronautical Society, nota anche come RAeS, è un'istituzione professionale multidisciplinare britannica dedicata alla comunità aerospaziale globale. Fondata nel 1866, è la più antica società aeronautica al mondo. I membri della società possono usare le lettere post nominali FRAeS o CRAeS, rispettivamente.

## Storia
La società è stata fondata nel gennaio 1866 con il nome "The Aeronautical Society of Great Britain" ed è la più antica società aeronautica al mondo. Tra i primi membri e tra i fondatori c'erano James Glaisher, Francis Wenham, il duca di Argyll e Frederick Brearey. Nel primo anno si contavano 65 membri, alla fine del secondo anno 91 membri e nel terzo anno 106 membri. I rapporti annuali sono stati prodotti nei primi decenni. Nel 1868 la società tenne una grande mostra al Crystal Palace di Londra con 78 pezzi, tra cui il motore a vapore di John Stringfellow. Sponsorizzò la prima galleria del vento nel 1870-71, progettata da Wenham e Browning.
Nel 1918 il nome dell'organizzazione fu cambiato in Royal Aeronautical Society.
Nel 1923 la sua rivista principale fu ribattezzata da The Aeronautical Journal a The Journal of the Royal Aeronautical Society e nel 1927 fu inglobata nella rivista Institution of Aeronautical Engineers Journal.
Nel 1940 rispose alla necessità in tempo di guerra di espandere l'industria aeronautica. Ha istituito un dipartimento tecnico per riunire le migliori conoscenze disponibili e presentarle in una forma autorevole e accessibile - uno strumento di lavoro per ingegneri che potrebbero provenire da altri settori e privi delle conoscenze specialistiche richieste per la progettazione di aeromobili. Questo dipartimento tecnico divenne noto come Engineering Sciences Data Unit (ESDU) e divenne un'entità separata negli anni '80.
Nel 1987 la "Society of Licensed Aircraft Engineers and Technologists", precedentemente chiamata "Society of Licensed Aircraft Engineers", fu assorbita dalla Royal Aeronautical Society.

## Attività
Gli obiettivi della Royal Aeronautical Society includono: 
- supportare e mantenere elevati standard professionali nelle discipline aerospaziali;
- fornire una fonte unica di informazioni specialistiche e un forum locale per lo scambio di idee e per esercitare influenza negli interessi dell'aerospaziale nelle platee pubbliche e industriali.

### Pubblicazioni
- The Journal of the Royal Aeronautical Society, ISSN 0368-3931 (WC · ACNP) (1923–1967)
- The Aeronautical Quarterly, (1949-1983)
- Aerospace, (1969-1997)
- Aerospace International, ISSN 1467-5072 (WC · ACNP) (1997 - 2013)
- The Aerospace Professional (1998 - 2013)
- The Aeronautical Journal, ISSN 0001-9240 (WC · ACNP) (dal 1897)
- The Journal of Aeronautical History[10] (dal 2011)
- AEROSPACE, ISSN 2052-451X (WC · ACNP) (dal 2013)

## Struttura organizzativa
La Royal Aeronautical Society è una società mondiale con una rete internazionale di 67 filiali. Molti professionisti delle discipline aerospaziali utilizzano i nominali nominativi della società come FRAeS, CRAeS, MRAeS, AMRAeS e ARAeS (che incorporano l'ex grado di laurea, GradRAeS).
La sede principale di RAeS si trova nel Regno Unito. La sede della società è al numero 4 di Hamilton Place, Londra, W1J 7BQ. Il quartier generale si trova sul bordo nord-est di Hyde Park Corner, con l'accesso più vicino alla stazione della metropolitana di Hyde Park Corner. Oltre agli uffici per il proprio personale, l'edificio viene utilizzato per conferenze ed eventi della Royal Aeronautical Society e parti dell'edificio sono disponibili per gli eventi privati.